# Charles Étienne Brasseur de Bourbourg
Charles Étienne Brasseur de Bourbourg, född den 8 september 1814, död den 8 januari 1874, var en fransk etnograf.
Brasseur de Bourbourg begav sig 1845 till Nordamerika, tjänstgjorde som lärare vid prästseminariet i Quebec och som predikant vid franska legationen i Mexiko samt var sedan pastor i Guatemala. År 1864 begav han sig med detta års franska expedition ånyo till Mexiko. 
Brasseur de Bourbourg  utgav Histoire des nations civilisées du Mexique et de l’Amérique centrale avant Christophe Colomb (1857-59), Monuments anciens du Mexique et cetera (1864-66) med flera historiska och filologiska arbeten samt, anonymt eller under pseudonymen Étienne Charles de Ravensberg, åtskilliga historiska romaner och noveller.